# 帝国桥
帝国桥（德語：Reichsbrücke）是奥地利首都维也纳的一座著名桥梁，跨多瑙河，连接利奥波德城一侧的墨西哥广场与多瑙城的多瑙岛。它坐落在从市中心的圣斯德望广场向东北方延伸的重要轴线上。这座桥有六车道（每天车流量5万辆）、维也纳地铁轨道、人行道、自行车道和两个隧道。